# Duets (film)
Duets è un film statunitense del 2000 diretto da Bruce Paltrow. Il film ruota attorno al mondo delle competizioni di karaoke.
Inizialmente il ruolo di Scott Speedman doveva essere interpretato da Brad Pitt.
Nel film compare in un cameo il cantante canadese Michael Bublé, che interpreta Strangers in the Night di Frank Sinatra.

## Colonna sonora
Le musiche del film sono composte da David Newman. Gli attori del film hanno interpretato i brani inclusi nella colonna sonora, Arnold McCuller esegue a cappella Free Bird dei Lynyrd Skynyrd, mentre Gwyneth Paltrow si cimenta con Bette Davis Eyes, scritta nel 1974 da Donna Weiss e Jackie DeShannon ma portata al successo nel 1981 da Kim Carnes.

### Tracce
1. Feeling Alright - Huey Lewis
2. Bette Davis Eyes - Gwyneth Paltrow
3. Cruisin' - Gwyneth Paltrow & Huey Lewis
4. Just My Imagination (Running Away With Me) - Babyface & Gwyneth Patrow
5. Try A Little Tenderness - Paul Giamatti & Arnold McCuller
6. Hellow, It's Me - Paul Giamatti
7. I Can't Make You Love Me - Maria Bello
8. Sweet Dreams (Are Made of This) - Maria Bello
9. Lonely Teardrops - Huey Lewis
10. Copacabana - John Pinette
11. Free Bird - Arnold McCuller
12. Beginnings / Endings